# Marinbiologi
Marinbiologi er den videnskabelige forskning af liv (organismer) i havet eller andre marine eller brakvandsområder. Marinbiologi adskiller sig fra marinøkologi, idet marinøkologi fokuserer på, hvordan organismer interagerer med hinanden og omgivelserne – og biologi er forskning i organismer selv. 
Marint liv er en stor resurse af mad, medicin[kilde mangler] og råmaterialer og er rekreation og turisme over hele verden. Fundamentalt hjælper det marine liv med at bestemme vores planets natur. Marine organismer bidrager betydeligt til iltkredsløbet og er involveret i reguleringen af jordens klima.
Kystlinjer er delvis formet og beskyttet af marint liv – og nogle marine organismer hjælper endda med at danne nyt land.
Marinbiologi dækker bredt, fra det mikroskopiske og det meste zooplankton og phytoplankton til de store cetacea (hvaler), som kan blive op til 30 meter lange.
Habitater undersøgt af marinbiologi omfatter alt fra lave vandoverflader, hvor organismer og abiotiske emner kan blive fanget i overfladespænding mellem havet og atmosfæren, til dybderne af oceangravene, nogle er 10.000 meter eller mere under havoverfladen. Marinbiologi studerer habitater som koralrev, kelpskove, tidevandssøer, mudder-, sand- og klippehavbunde – og det åbne ocean zone, hvor faste objekter er sjældne og vandoverfladen er den eneste synlige afgrænsning.

## Underfelter
Det marine økosystem er stort, og derfor er der mange underfelter af marinbiologi. Det fleste udforsker specifikke dyregrupper som phykologi, Hvirvelløst dyrezoologi og ichthyologi.
Andre underfelter udforsker de fysiske effekter af vedvarende nedsænkning i saltvand og verdenshavet generelt, tilpasning til et saltholdigt miljø og effekterne ved ændring af  marint liv. Et underfelt af marinbiologi udforsker sammenhængen mellem havene og havliv - og global opvarmning og miljøemner som carbondioxid-koncentrationændring.

### Relaterede felter
Marinbiologi er en gren af oceanografi og er tæt forbundet til biologi. Marinbiologi omfatter mange ideer fra økologi. Fiskerividenskab og marinkonservation kan opfattes som delvise sideskud af marinbiologi (såvel som miljøstudier).